# DEL 2004/05
Die DEL-Saison 2004/05 war die elfte Spielzeit der Deutschen Eishockey Liga. Die reguläre Saison begann am 17. September 2004 und endete am 13. März 2005, die Play-off-Runde wurde ab 17. März ausgespielt. Deutscher Meister wurden die Eisbären Berlin, der sportliche Absteiger Kassel Huskies durfte in der Liga verbleiben, da den Grizzly Adams Wolfsburg die Lizenz durch die Liga entzogen wurde.
Geprägt wurde die Saison vor allem durch Spieler aus der National Hockey League, die nach der Absage der dortigen Spielzeit für ein Jahr in die europäischen Ligen wechselten, um weiterhin hochklassiges Eishockey spielen zu können. Mit Erik Cole wurde einer dieser Legionäre als wertvollster Spieler der Play-offs ausgezeichnet.

## Voraussetzungen

### Teilnehmer
| Klub                    | Standort   | Vorjahr    | Play-offs↑ Play-downs↓ |
| ----------------------- | ---------- | ---------- | ---------------------- |
| Augsburger Panther      | Augsburg   | 9.         | –                      |
| Eisbären Berlin         | Berlin     | 1.         | Vizemeister↑           |
| DEG Metro Stars         | Düsseldorf | 8.         | Viertelfinale↑         |
| Frankfurt Lions         | Frankfurt  | 5.         | Deutscher Meister↑     |
| Hamburg Freezers        | Hamburg    | 3.         | Halbfinale↑            |
| Hannover Scorpions      | Hannover   | 13.        | Sieger↓                |
| ERC Ingolstadt          | Ingolstadt | 7.         | Halbfinale↑            |
| Iserlohn Roosters       | Iserlohn   | 12.        | –                      |
| Kassel Huskies          | Kassel     | 11.        | –                      |
| Kölner Haie             | Köln       | 4.         | Viertelfinale↑         |
| Krefeld Pinguine        | Krefeld    | 10.        | –                      |
| Adler Mannheim          | Mannheim   | 6.         | Viertelfinale↑         |
| Nürnberg Ice Tigers     | Nürnberg   | 2.         | Viertelfinale↑         |
| Grizzly Adams Wolfsburg | Wolfsburg  | Aufsteiger | –                      |

### Modus und Regelwerk
Während sich die besten acht Teams der Vorrunde für die Play-offs qualifizierten, spielten die beiden Letztplatzierten in einer Play-down-Runde gegen den Abstieg. Für die Mannschaften auf den Plätzen neun bis zwölf war die Saison nach der Vorrunde beendet.

## Vorrunde
Größte Überraschung der Vorrunde waren die Hannover Scorpions, die von Anfang Januar bis Mitte März fast 20 Punkte auf die Grizzly Adams Wolfsburg aufholen konnten und so die Play-downs noch verhindern konnten.

### Abschlusstabelle
|     | Club                        | Sp | S  | N  | Tore    | Punkte |
| --- | --------------------------- | -- | -- | -- | ------- | ------ |
| 1.  | Frankfurt Lions (M)         | 52 | 35 | 17 | 197:124 | 103    |
| 2.  | Eisbären Berlin             | 52 | 32 | 20 | 166:141 | 101    |
| 3.  | Nürnberg Ice Tigers         | 52 | 33 | 19 | 188:131 | 95     |
| 4.  | Kölner Haie                 | 52 | 29 | 23 | 146:120 | 92     |
| 5.  | ERC Ingolstadt              | 52 | 31 | 21 | 149:139 | 91     |
| 6.  | Adler Mannheim              | 52 | 26 | 26 | 151:150 | 80     |
| 7.  | Augsburger Panther          | 52 | 24 | 28 | 150:154 | 76     |
| 8.  | Hamburg Freezers            | 52 | 26 | 26 | 133:148 | 76     |
| 9.  | Krefeld Pinguine            | 52 | 26 | 26 | 145:159 | 73     |
| 10. | DEG Metro Stars             | 52 | 24 | 28 | 139:152 | 71     |
| 11. | Iserlohn Roosters           | 52 | 21 | 31 | 138:156 | 64     |
| 12. | Hannover Scorpions          | 52 | 21 | 31 | 133:175 | 60     |
| 13. | Grizzly Adams Wolfsburg (N) | 52 | 19 | 32 | 134:174 | 58     |
| 14. | Kassel Huskies              | 52 | 17 | 35 | 127:173 | 52     |

Abkürzungen: Sp = Spiele, S = Siege, SOS = Siege nach Penaltyschießen, SON = Niederlagen nach Penaltyschießen, N = Niederlagen, (M) = Titelverteidiger, (N) = Neuling

Erläuterungen:       = Qualifikation für die Play-offs,       = Saison beendet,       = Play-downs

### Ranglisten
| Kategorie            | Name             | Team                | Anzahl                |
| Topscorer            | Patrick Lebeau   | Frankfurt Lions     | 92 Scorerpunkte       |
| Top-Torschütze       | Patrick Lebeau   | Frankfurt Lions     | 28 Tore               |
| Top-Vorlagengeber    | Patrick Lebeau   | Frankfurt Lions     | 64 Assists            |
| Top-Verteidiger      | Pascal Trépanier | Nürnberg Ice Tigers | 53 Scorerpunkte       |
| Top-Torhüter         | Chris Rogles     | Kölner Haie         | Fangquote von 92,82 % |
| Plus/Minus-Statistik | Dwayne Norris    | Frankfurt Lions     | +34                   |

## Play-downs
Die beiden Tabellenletzten Grizzly Adams Wolfsburg und Kassel Huskies spielten ab dem 18. März in einer Play-down-Serie im Modus „Best-of-Seven“ gegen den Abstieg. Wolfsburg hatte aufgrund der besseren Hauptrundeplatzierung das erste Heimrecht, welches anschließend in jedem der im Zwei-Tages-Rhythmus stattfindenden Spiele wechselte.
|                                          | Serie | 1   | 2   | 3   | 4   | 5   | 6   | 7   |
| ---------------------------------------- | ----- | --- | --- | --- | --- | --- | --- | --- |
| Grizzly Adams Wolfsburg – Kassel Huskies | 4:3   | 2:0 | 0:3 | 7:0 | 2:4 | 0:2 | 4:1 | 3:2 |

Damit standen die Kassel Huskies als sportlicher Absteiger fest. Kassel verblieb jedoch in der Liga, da den Grizzly Adams die Lizenz entzogen wurde, da der Bau einer neuen, den Vorgaben der DEL entsprechenden Arena nicht fristgerecht abgeschlossen worden war.

## Play-offs

### Play-off-Baum
| Viertelfinale | Viertelfinale      | Viertelfinale   |    |                     | Halbfinale | Halbfinale | Halbfinale |  |  | Finale | Finale | Finale |
|               |                    |                 |    |                     |            |            |            |  |  |        |        |        |
| 1.            | Frankfurt Lions    | 4               |    |                     |            |            |            |  |  |        |        |        |
| 8.            | Hamburg Freezers   | 2               |    |                     |            |            |            |  |  |        |        |        |
| 8.            | Hamburg Freezers   | 2               | 1. | Frankfurt Lions     | 2          |            |            |  |  |        |        |        |
|               |                    |                 | 1. | Frankfurt Lions     | 2          |            |            |  |  |        |        |        |
|               | 6.                 | Adler Mannheim  | 3  |                     |            |            |            |  |  |        |        |        |
| 3.            | 6.                 | Adler Mannheim  | 3  | Nürnberg Ice Tigers | 2          |            |            |  |  |        |        |        |
| 3.            |                    |                 |    | Nürnberg Ice Tigers | 2          |            |            |  |  |        |        |        |
| 6.            | Adler Mannheim     | 4               |    |                     |            |            |            |  |  |        |        |        |
| 6.            | Adler Mannheim     | 4               | 6. | Adler Mannheim      | 0          |            |            |  |  |        |        |        |
|               |                    |                 |    | Adler Mannheim      | 0          |            |            |  |  |        |        |        |
|               | 2.                 | Eisbären Berlin | 3  |                     |            |            |            |  |  |        |        |        |
| 2.            | 2.                 | Eisbären Berlin | 3  | Eisbären Berlin     | 4          |            |            |  |  |        |        |        |
| 2.            |                    |                 |    | Eisbären Berlin     | 4          |            |            |  |  |        |        |        |
| 7.            | Augsburger Panther | 1               |    |                     |            |            |            |  |  |        |        |        |
| 7.            | Augsburger Panther | 1               | 2. | Eisbären Berlin     | 3          |            |            |  |  |        |        |        |
|               |                    |                 | 2. | Eisbären Berlin     | 3          |            |            |  |  |        |        |        |
|               | 5.                 | ERC Ingolstadt  | 1  |                     |            |            |            |  |  |        |        |        |
| 4.            | 5.                 | ERC Ingolstadt  | 1  | Kölner Haie         | 3          |            |            |  |  |        |        |        |
| 4.            |                    |                 |    | Kölner Haie         | 3          |            |            |  |  |        |        |        |
| 5.            | ERC Ingolstadt     | 4               |    |                     |            |            |            |  |  |        |        |        |

### Viertelfinale
Das Viertelfinale wurde ab dem 17. März 2005 im Modus „Best-of-Seven“ ausgespielt. Das bestplatzierte Team der Hauptrunde, die Frankfurt Lions, traf auf die achtplatzierten Hamburg Freezers, die zweitplatzierten Eisbären Berlin auf den Siebten Augsburger Panther, der Dritte, die Nürnberg Ice Tigers, auf die sechstplatzierten Adler Mannheim sowie die viertplatzierten Kölner Haie auf den ERC Ingolstadt, der die Hauptrunde als Fünfter beendet hatten.
Mit Ausnahme der Auftaktpartie Frankfurt Lions gegen Hamburg Freezers, die im Gegensatz zu den restlichen Spielen am 17. statt am 18. März ausgetragen wurde, fanden die Partien im Zwei-Tages-Rhythmus mit wechselndem Heimrecht statt.
|                                      | Serie | 1   | 2         | 3         | 4   | 5         | 6         | 7   |
| ------------------------------------ | ----- | --- | --------- | --------- | --- | --------- | --------- | --- |
| Frankfurt Lions – Hamburg Freezers   | 4:2   | 3:2 | 1:2       | 5:0       | 2:4 | 1:0 n. V. | 1:0 n. V. | –   |
| Eisbären Berlin – Augsburger Panther | 4:1   | 3:2 | 3:0       | 2:1       | 5:6 | 5:1       | –         | –   |
| Nürnberg Ice Tigers – Adler Mannheim | 2:4   | 4:5 | 4:3 n. V. | 0:4       | 3:4 | 5:3       | 1:3       | –   |
| Kölner Haie– ERC Ingolstadt          | 3:4   | 4:2 | 0:4       | 3:2 n. V. | 2:4 | 3:4       | 3:1       | 2:5 |

### Halbfinale
Die Halbfinalbegegnungen wurden ab dem 1. April und wie das Finale im Modus „Best-of-Five“ ausgetragen. Die bestplatzierte noch verbliebene Mannschaft der Vorrunde traf auf die schlechtplatzierteste, während der Zweitbestplatzierte der Vorrunde gegen den Drittbestplatzierten spielte.
|                                  | Serie | 1   | 2   | 3   | 4         | 5   |
| -------------------------------- | ----- | --- | --- | --- | --------- | --- |
| Frankfurt Lions – Adler Mannheim | 2:3   | 3:4 | 1:3 | 4:3 | 2:1 n. V. | 0:2 |
| Eisbären Berlin – ERC Ingolstadt | 3:1   | 3:5 | 3:2 | 4:2 | 4:2       | –   |

### Finale
Die Finalserie wurde ab dem 15. April ausgespielt. Die Eisbären Berlin hatten aufgrund ihrer besseren Platzierung in der Hauptrunde das erste Heimrecht.
|                                  | Serie | 1   | 2   | 3   | 4 | 5 |
| -------------------------------- | ----- | --- | --- | --- | - | - |
| Eisbären Berlin – Adler Mannheim | 3:0   | 5:3 | 4:0 | 4:1 | – | – |

Damit wurden die Eisbären Berlin zum ersten Mal in ihrer Geschichte Gesamtdeutscher Meister und gewannen zugleich ihren ersten Titel nach der Wiedervereinigung. Gegen die Adler Mannheim, die zuvor eher überraschend die in der Vorrunde besser platzierten Nürnberg Ice Tigers und Frankfurt Lions geschlagen hatten, schafften die Hauptstädter zudem als zweite Mannschaft in der DEL-Geschichte, nach den Adler Mannheim 1997, einen Sweep. Dies war zuvor nur dem EC Hedos München in der Saison 1993/94 gegen die Düsseldorfer EG gelungen.

## Kader des Deutschen Meisters
| Deutscher Meister Eisbären Berlin | Torhüter: Oliver Jonas, Olaf Kölzig, Youri Ziffzer Verteidiger: Ricard Persson, Rob Leask, Tobias Draxinger, Frank Hördler, Micki DuPont, Jens Baxmann, Derrick Walser, Shawn Heins, Norman Martens, Nathan Dempsey Angreifer: Steve Walker, Kelly Fairchild, Rob Shearer, Sven Felski, Florian Keller, Mark Beaufait, Alexander Barta, Florian Busch, Denis Pederson, André Rankel, Stefan Ustorf, Christoph Gawlik, Kay Hurbanek, Erik Cole, Marcus Sommerfeld, Richard Mueller Trainerstab: Pierre Pagé, Hartmut Nickel General Manager: Peter John Lee |

## NHL-Spieler
Folgende NHL-Spieler verbrachten den Lockout in der Saison 2004/05 in der Deutschen Eishockey Liga:
| Eisbären Berlin - Olaf Kölzig (Washington Capitals) - Erik Cole (Carolina Hurricanes) - Nathan Dempsey (Los Angeles Kings) DEG Metro Stars - Kevyn Adams (Carolina Hurricanes) Frankfurt Lions - Stéphane Robidas (Chicago Blackhawks) - Doug Weight (St. Louis Blues) - Sean Pronger (Vancouver Canucks) Hannover Scorpions - Paul Mara (Phoenix Coyotes) | Hamburg Freezers - Jean-Sébastien Giguère (Mighty Ducks of Anaheim) - Jim Dowd (Montréal Canadiens) ERC Ingolstadt - Marco Sturm (San Jose Sharks) - Jamie Langenbrunner (New Jersey Devils) - Andy McDonald (Mighty Ducks of Anaheim) - Aaron Ward (Carolina Hurricanes) Iserlohn Roosters - Mike York (Edmonton Oilers) - John-Michael Liles (Colorado Avalanche) Kassel Huskies - Nick Schultz (Minnesota Wild) | Krefeld Pinguine - Krystofer Kolanos (Phoenix Coyotes) - Tom Preissing (San Jose Sharks) Adler Mannheim - Sven Butenschön (New York Islanders) - Jochen Hecht (Buffalo Sabres) - Yannick Tremblay (Atlanta Thrashers) - Cristobal Huet (Montréal Canadiens) - Andy Delmore (Buffalo Sabres) Grizzly Adams Wolfsburg - Ty Conklin (Edmonton Oilers) |

Die Spieler Aaron Ward, Jamie Langenbrunner und Jim Dowd hatten zum Zeitpunkt ihres Engagements in Deutschland bereits den Stanley Cup gewonnen.